# Piosenka dla córki
Piosenka dla córki – utwór powstały w czasie strajku w Stoczni Gdańskiej w sierpniu 1980, napisany przez Krzysztofa Kasprzyka z muzyką Macieja Pietrzyka. Była nieoficjalnym hymnem powstającej Solidarności. 
Pietrzyk wykonał ją wbrew sprzeciwom cenzury na Krajowym Festiwalu Piosenki Polskiej w Opolu w 1981. Zaśpiewał ją także w filmie Andrzeja Wajdy Człowiek z żelaza.
Amerykańska piosenkarka Joan Baez wykonała piosenkę po polsku podczas koncertu w Bratysławie w 1989 roku.